# 七生養護学校事件
七生養護学校事件（ななおようごがっこうじけん）は、2003年に東京都日野市にある東京都立七生養護学校（現在の東京都立七生特別支援学校）で、知的障害を持つ児童に対して行われていた性教育の授業内容が不適切であると非難を受け、東京都教育委員会が当時の校長及び教職員に対し厳重注意処分を行った事件の通称である。元教員やその支援者の間では、中止された授業の名称に由来する「こころとからだの学習」裁判（「ここから」裁判）という通称が使用されている。
本事件は男女共同参画社会に対抗するバックラッシュの一種であり、教員らは保守系議員らによるバッシングに晒された。教員らは、都教委の処分が教育への不当介入に当たるとして都教委及び東京都議会議員3名に対して損害賠償を求める訴訟と、本件を理由とする降格処分の取り消しを都教委に求める2件の訴訟を提起した。
裁判では、いずれも原告側（七生養護学校校長・教員ら）の勝訴となった。2008年に都教委の裁量権の乱用が認められたほか、2009年に都議3名らに対する賠償請求も認められた。

## 事件の概要
1997年、七生養護学校の在校生同士が性的関係を持ったことが発覚した。これを受けて教員と保護者が協議を重ね、知的障害を持つ児童に対する同校独自の性教育プログラムを開発した。「こころとからだの学習」と名付けられたこの授業は男性器と女性器の部位や名称を織り込んだ歌や人形を使った授業方法で注目を集め、同様の悩みを持つ他地域の養護学校からの研修も積極的に受け入れていた。
これに対し、2003年7月2日に都議会で質問した民主党都議会議員・土屋敬之は、授業内容を「世間の常識とかけ離れた教育だ」と批判し、都教委に「毅然とした対処」を要求。東京都知事・石原慎太郎も「異常な信念を持って、異常な指導をする先生というのは、どこかで大きな勘違いをしている」と答弁した。7月4日に七生養護学校を視察した土屋、自民党の古賀俊昭と田代博嗣、計3名の保守系都議が授業内容につき「常識では考えられない」「不適切」としたうえで、養護教諭に対して「こういう教材を使うのをおかしいと思わないのか」「感覚がまひしている」と強く非難。さらに、田代が無断で資料を持ち去ろうとしたのを止められた際に「何を持っていくかは、俺達が責任をもって持って行くんだから、馬鹿なことをいうな！　俺たちは国税と同じだ。1円までも暴いてやるからな。生意気なことを言うな！このわけのわからない2人（養護教諭）は（学校から）出て行ってもらってもいいんだ」と発言（訴訟における原告側準備書面より）。この視察を受けて、7月23日には土屋が代表、古賀・田代の2名が副代表を務める「日本の家庭を守る地方議員の会」が都議会議事堂において「不適切な性教育教材展示会」を開催した。
こうした七生養護学校側への非難の高まりを受けて、都教委は9月に「授業内容が不適切である」として授業に使用された教材145点を没収すると共に、当時の校長に対しては「教員の定数について虚偽の報告を行った」等の理由で教諭への降格並びに停職1ヶ月の懲戒処分を命じた。また、授業に関わった教員ら31名に対しては厳重注意処分が下されたが、処分理由はいずれも問題視された授業内容とは直接関係の無いものであった。
この事件の余波は国政にも及び、自民党は2005年1月、安倍晋三幹事長代理を座長、山谷えり子を事務局長とする「過激な性教育・ジェンダーフリー教育実態調査プロジェクトチーム」を発足させる。5月26日には八木秀次らをパネリストに迎え萩生田光一を責任者とする「過激な性教育・ジェンダーフリー教育を考えるシンポジウム&展示会」が開催され、古賀が七生養護学校の性教育授業が中止されるまでの経緯について報告した。
2005年1月24日、東京弁護士会は処分を受けた教員らの人権救済申し立てに基づき、都教委の処分には重大な違法性が認められるとして警告文を送付した。なお古賀は13年後の2018年にも、足立区の区立中学校で行なわれた性教育の内容を「指導要領に沿っておらず不適切だ」と問題視し、都教育委員会に調査させている。

### 裁判
元校長は処分の不当性を主張し、処分取り消しを求めて都教委を提訴。2008年2月25日、東京地方裁判所は処分理由である教員定数の虚偽報告について「事実とは認められない」とし、その他の処分理由も重すぎるとして裁量権の乱用を認定、請求を認める判決を言い渡した。都教委はこの判決を不服として控訴したが、2009年4月10日の東京高裁判決も一審判決を支持し、都教委側の控訴を棄却。都教委側はさらに上告したが、2010年2月23日、最高裁判所第三小法廷もこれを受理しない旨を決定し、元校長に対する処分を取り消す高裁判決が確定した。
また、元教員および生徒の保護者は、都教委・土屋ら都議3名と授業内容について産経新聞紙面で「過激な性教育」等の見出しで報じた産経新聞社に対して教育現場への不当介入により精神的苦痛を受けたとして約2930万円の損害賠償と没収された教材の返還を要求する訴訟を起こした。2009年3月12日に東京地裁で判決が言い渡され、矢尾渉裁判長は「都議らの行為は政治的な信条に基づき、学校の性教育に介入・干渉するもので、教育の自主性をゆがめる危険がある」として土屋ら3名の視察に際しての発言や行動に問題があったと指摘。また、都教委の処分については「教育内容の適否を短期間で判定するのは容易ではなく、いったん制裁的な取り扱いがされれば教員を萎縮させて性教育の発展が阻害されかねない」として裁量権の乱用を認定し、都議3名と都教委に210万円（うち10万円は古賀・田代・土屋に連帯責任）の支払いを命じたが、教材の返還については認められなかった。なお、産経新聞社への賠償請求は報道の範囲を逸脱しているとはいえないとして棄却された。都教委側は判決を不服として控訴したが、東京高等裁判所（大橋寛明裁判長）も2011年9月16日、一審を支持、控訴を棄却。
最高裁判所第1小法廷（金築誠志裁判長）は2013年11月28日付けで、原告被告双方の上告を棄却。都と三人に控訴審判決額の賠償を命じる判決が確定した。

## マスメディアの論調
産経新聞は2002年頃から紙面や自社系論壇誌『正論』において「過激な性教育・ジェンダーフリー教育」を糾弾する論調を強めており、2003年2月23日付主張「性教育 児童に過激な内容は慎め」において「都内の公立小中学校や養護学校で計11件の不適切な性教育が行われていた」と指摘し、具体名は挙げていないものの七生養護学校の授業内容を暗に指摘すると共に「事態を重く見た都教育庁は近く調査に乗り出す方針」としており、都議3名の視察に際してもマスメディアとして唯一、記者を帯同させた。
2009年3月の判決後は産経新聞に加え、読売新聞も社説で判決内容に疑問を呈する見解を表明。これに対し、朝日新聞・毎日新聞・東京新聞の社説は判決内容について一定の評価を下している。

## 影響
日本では1980年から男女雇用機会均等法や男女共同参画社会基本法など男女同権を推進する新法が施行され、自治体でも男女共同参画社会に関する講座が開催されるようになったが、事件が起きた2000年代ごろにはこのような流れに反発する「バックラッシュ」が起きており、教職員がバッシングされたのもこの流れによるものという意見がある。またこの事件以降、日本の性教育が後退したという意見がある。